# Karl von Schlippe

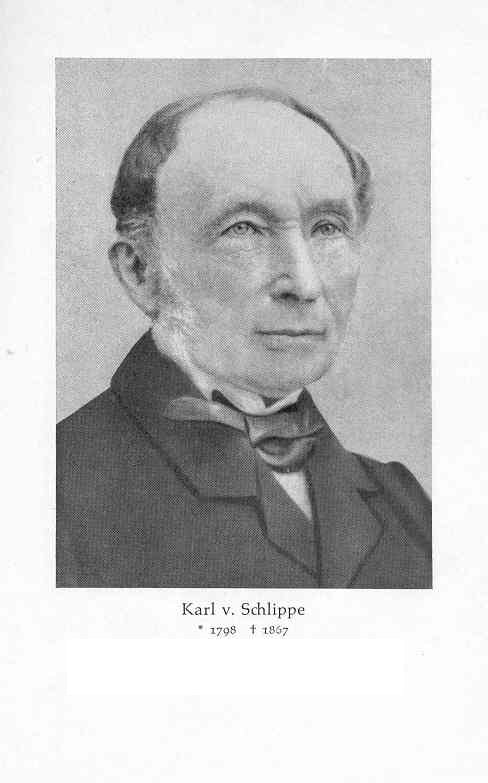
Karl von Schlippe

Johann Karl Friedrich (Karl Ivanovič) von Schlippe (* 22. November 1798 in Pegau; † 24. Juli 1867 in Bad Soden am Taunus) war ein russischer Chemiker und Fabrikant deutscher Herkunft.

## Leben
Karl Schlippe wurde in der kursächsischen Stadt Pegau südlich von Leipzig als Sohn des Nadlermeisters (Drahtzieher)  und Bürgers Johann August Schlippe und dessen Ehefrau Dorothea Sophie, geb. Fischer, geboren. Der Vater stammte aus dem nahegelegenen Eisdorf, wo die Familie seit 1519 einen Freibauernhof bewirtschaftete.
Karl besuchte bis zu seinem fünfzehnten Lebensjahr die Knabenschule seiner Heimatstadt. Als 7-Jähriger verlor er seine Mutter, sieben Jahre darauf den Vater. Am 3. Mai des Jahres 1813, nach der Schlacht bei Großgörschen und vor der Völkerschlacht bei Leipzig, zog Napoleon Bonaparte in Pegau ein. Die Verhandlungen Napoleons mit den Stadtvätern an diesem Tag wurden auf Französisch geführt. Da keiner der Stadtväter Französisch konnte, wurde Karl, der zuvor sich selbst Französisch beigebracht hatte, als Dolmetscher hinzugezogen. Das Haus, in dem die Verhandlungen stattfanden, wurde danach als Napoleonhaus bekannt. Karl erzählte später seinen Kindern "von dem starken Eindruck, den die Ausdruckskraft der Augen des großen Heerführers auf ihn gemacht hatte" (Zitat seines Enkels Theodor von Schlippe). Bald danach begann er in der Pegauer Apotheke (Löwenapotheke J.G. Trummlitz) seine Lehre, die er fünf Jahre später erfolgreich abschloss. Nach weiteren zweieinhalb Jahren als Apothekergeselle, zuerst in Pegau, dann in Görlitz, ging er nach Berlin. Dort, im pharmazeutischen Labor der Apotheke J.G. Schöneberg, gelang dem 22-Jährigen die Darstellung einer neuen chemischen Verbindung, die er 1821 in Schweiggers Journal für Chemie und Physik  unter der Bezeichnung Schwefelspießglanznatron (Natriumthioantimonat(V)) beschrieb. Der Berliner Chemieprofessor Eilhard Mitscherlich würdigte diese wissenschaftlich und praktisch bedeutsame Leistung, indem er der Verbindung den Namen Schlippe’sches Salz verlieh und ihren Entdecker als Gehilfen (= wissenschaftlicher Assistent) in sein Labor aufnahm.
Ab Sommer 1821 verband Karl Schlippe seine Arbeit in der Apotheke mit dem Studium an der Berliner Universität. Dort hörte er allgemeine und pharmazeutische Chemie, Botanik, Geologie u. a. m. und wurde in die Berliner Pharmazeutische Gesellschaft aufgenommen.
1824 ging Schlippe als Chemiker und Vorsteher der chemischen Fabrik Kiowski nach Warschau (damals dem Russischen Reich zugehörig). 1826 zog er nach Moskau, arbeitete dort kurze Zeit als Industriechemiker und machte sich dann selbständig. Er begann mit der Produktion von Essig und pharmazeutischen Chemikalien und entwickelte eine Methode zur Herstellung chemischer Farben aus sibirischem Chromerz. 1833 erwarb er im Ujesd (Bezirk) Wereja, ca. 75 km südwestlich von Moskau, das Landgut Plesenskoje – hinfort Familiensitz mit landwirtschaftlichem Betrieb sowie Standort seiner Fabrik. Hier baute er 1834, als erster in Russland, Bleikammern für den kontinuierlichen Herstellungsprozess von Schwefelsäure. Zu seinen Neuerungen gehörte auch die Einführung der Schnellessigfabrikation. Nach Urteil des sowjetischen Wissenschaftshistorikers P.M. Lukjanov war seine Chemiefabrik Anfang der 1830er Jahre „eine der fortschrittlichsten“ in Russland; später habe sie mit der Breite ihrer Produktpalette „alle anderen überflügelt“. Auf russischen Wirtschaftsmessen (ab 1835) sowie auf der Pariser Weltausstellung 1867 erhielten seine Exponate hohe und höchste Auszeichnungen.
Seit Mitte der 1830er Jahre vollzog sich Schlippes Tätigkeit als Wissenschaftler, Fabrikant und Landwirt in enger Verquickung mit seiner Laufbahn im russischen Staatsdienst. Dieser begann 1836 mit der Übernahme des Ressorts Auslandskorrespondenz im Komitee der Moskauer Zentralgesellschaft für verbesserte Schafzucht. In den Jahren 1836/37 entdeckte er im Gouvernement Moskau Dolomitlager und entwickelte ein Verfahren zur Herstellung von Stärke aus Kartoffelmehl. 1837 wurde Schlippe Mitglied der Kaiserlichen Moskauer Agronomischen Gesellschaft (Imperatorskoje Moskovskoje Obščestvo Sel'skago Choz'ajstva, Akronym: IMOSCH). Beauftragt mit der Durchführung chemisch-verfahrenstechnischer Versuche zur Gewinnung von Zucker und Melasse aus Zuckerrüben, errichtete er auf seinem Fabrikgelände ein eigenes Probewerk. 1839 übernahm er die eigens für ihn geschaffene Position des Chemikers der IMOSCH. Zu seinen Aufgaben gehörten u. a. die Suche nach Bodenschätzen und Methoden ihrer industriellen Nutzung. Mit seinen Analysen von Bodenproben aus einer Reihe von Gouvernements wurde Karl Schlippe zum Pionier der wissenschaftlichen Erforschung russischer Böden.
Seit Ende 1837 russischer Staatsangehöriger, erhielt er 1839 „in Anerkennung seines Einsatzes für das Gemeinwohl und die Förderung des Manufakturwesens“ den Sankt-Stanislaus-Orden 3.Kl. Dem folgte ein Verfahren zur Nobilitation, das 1844 mit Schlippes Erhebung in den erblichen Adelsstand (Ritter) seinen Abschluss fand.
1840 entdeckte er im Gouvernement Kaluga reiche Vorkommen an Kohle, Schwefelkies und anderen Bodenschätzen. In seinem Bericht verwies er mit Nachdruck auf die ökonomischen wie auch ökologischen Perspektiven ihrer Nutzung. Eine seiner innovativen Fabrikationsmethoden erhielt in der Folge auch kriegswichtige Bedeutung. Im Krimkrieg 1853/56 war Russland durch die britisch-französische Seeblockade abgeschnitten vom Import kristallinen Schwefels aus Sizilien, das zur Herstellung von Schwarzpulver benötigt wurde. Den voraussehbaren Engpässen bei der Belieferung der Truppe mit Munition begegnete man in Russland mit einem Rationalisierungsprogramm und produktionstechnischen Maßnahmen. Karl Schlippe beteiligte sich daran sowohl mit organisatorischen Vorschlägen, als auch mit dem Bau zusätzlicher Kapazitäten für die Herstellung von Schwefel aus heimischem Schwefelkies.
Ein Großteil seiner Arbeiten war ausgerichtet auf die Bedürfnisse der Landwirtschaft und des Bedarfsgütersektors. Dazu gehörten u. a. die Einführung des Kartoffelanbaus, der im Moskauer Gebiet noch in den Anfängen steckte, sowie erste Versuche mit der erst unlängst von Justus von Liebig erfundenen Mineraldüngung. Gegen Ende der 1840er Jahre entwickelte Schlippe unter Verwendung der Kermet-Wurzel ein neuartiges Gerbverfahren. Damit gelang es, Schaffellen ein hohes Maß an Schmiegsamkeit zu verleihen – mit entsprechend günstigen Auswirkungen auf die Qualität der daraus gefertigten Tulu'py (Kurzmäntel, damals das Hauptkleidungsstück der überwiegend bäuerlichen Bevölkerung Russlands). Mit Unterstützung des Ständigen Sekretärs der Agronomischen Gesellschaft, S.A. Maslov, organisierte Schlippe Kurse, deren Teilnehmer, zumeist Bauern, die neue Technik erlernten und verbreiteten.
Im Frühjahr 1852 wurde Schlippe in die Moskauer Sektion des Manufakturrates berufen, wenig später zum Mitglied des Komitees zur Ausrichtung der Manufakturmesse von 1853 ernannt. Für die Erfüllung der damit verbundenen Aufgaben wurde er 1854 mit dem Sankt-Annenorden 3. Klasse ausgezeichnet. 1856 schied Karl Ivanovič Schlippe, befördert zum Hofrat, auf eigenen Antrag aus dem Staatsdienst aus.
Seine wirtschaftlichen Erfolge nutzte er u. a. zum Erwerb eines großen Anwesens in der Moskauer Altstadt und – über mehrere Jahre verteilt – etlicher Landgüter in den Gouvernements Moskau und Kaluga.

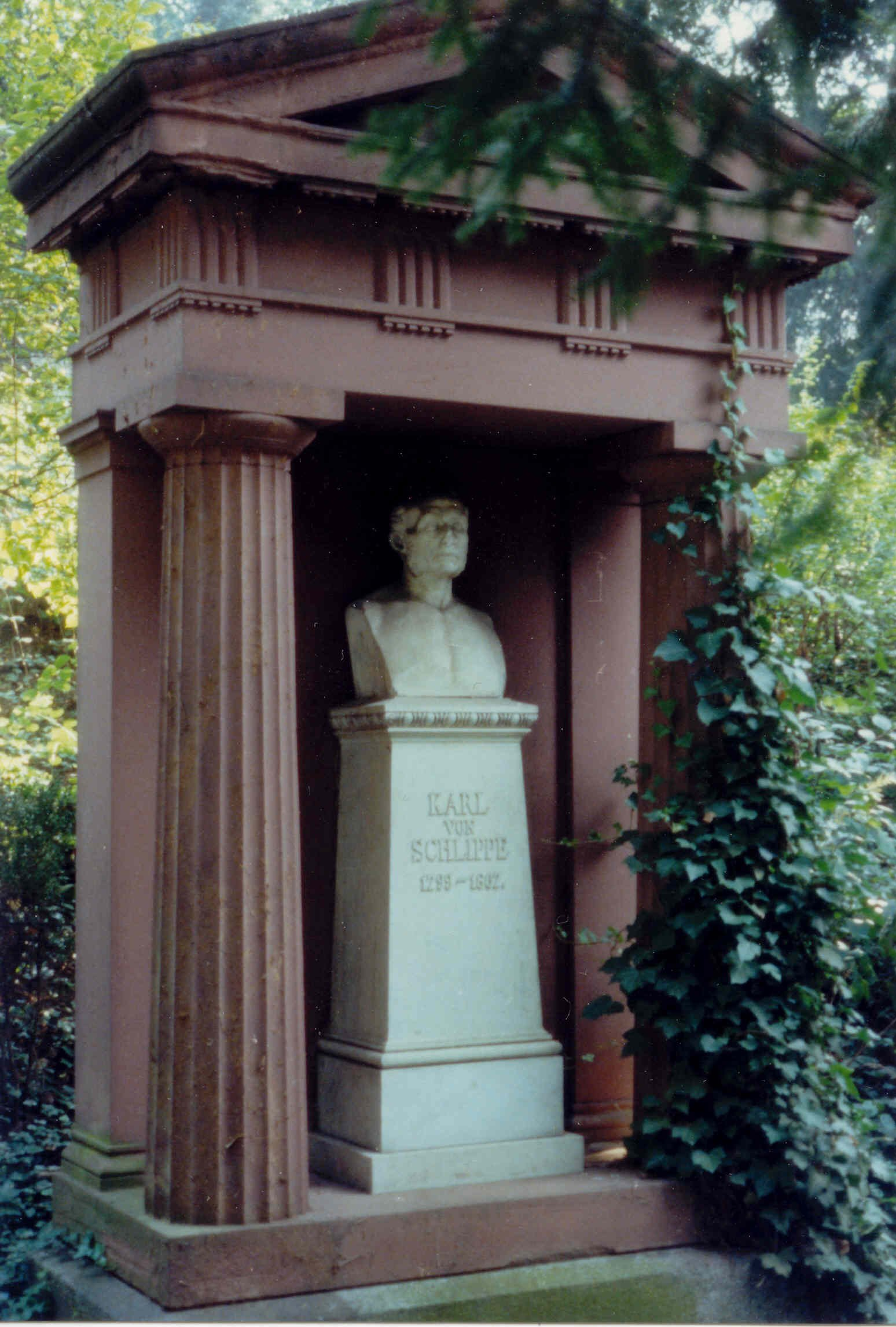
Grabstätte Karl von Schlippes auf dem Heidelberger Bergfriedhof in der Abt. D

Die Aufhebung der Leibeigenschaft 1861 durch Zar Alexander II. begrüßte er emphatisch. Die mit dieser Reform verbundenen wirtschaftlichen, rechtlichen und psychologischen Probleme konnten in Plesenskoje ohne die vielerorts zu beobachtenden Konflikte gelöst werden – nicht zuletzt aufgrund des Vertrauensverhältnisses zwischen dem Fabrik- und Gutsherrn Schlippe und seinen bis dahin noch leibeigenen Bauern, aus deren Mitte auch die von ihm selbst ausgebildeten Meister, Gehilfen und Arbeiter stammten.
Von Russland aus hat Karl von Schlippe vier Auslandsreisen unternommen. Die erste (1845) galt vorwiegend der Besichtigung deutscher und englischer Chemiewerke. Die weiteren führten ihn ab 1860 zu Heilbehandlungen nach Deutschland, Böhmen und der Schweiz. 1862, anschließend an eine Kur in Bad Soden, besuchte er in Heidelberg Robert Bunsen und hörte dessen Vorlesungen. 1866 dirigierte er noch von Montreux aus die Vorbereitungen seiner Fabrik für die Pariser EXPO'67, musste aber danach wieder zur Behandlung nach Bad Soden. Dort ist er am 24. Juli 1867 im Beisein seiner Frau und einiger aus Russland herbeigereister Kinder gestorben.
In Russland kannte und kennt man Karl von Schlippe auch unter dem Namen "Thioantimonat" in Anspielung auf seine Darstellung des Schlippe´schen Salzes, nämlich Natriumthioantimonat.
Seine denkmalgeschützte Grabstätte, in der Karl von Schlippe am 29. Juli 1867 bestattet wurde - nach 1950 auch einige Nachfahren von ihm, zum Beispiel sein Enkel Theodor (Fedor) von Schlippe, Sohn des Woldemar Rudolf August - ,  befindet sich auf dem Bergfriedhof in Heidelberg. Sie ist nach einem Flyer der Stadt Heidelberg, Landschafts- und Forstamt, Steigerweg 20, 69115 Heidelberg, die Grabstätte Nummer 31 auf dem Rundweg II. Das Grabmal wurde 150 Jahre nach seinem Tod restauriert ohne jedoch das Geburtsjahr von 1799 auf 1798 zu korrigieren.

## Familien
Karl Schlippe heiratete Johanna Agnes André (* 25. Mai 1808 in Tharandt (bei Dresden), † 14. Juni 1873 in Ple'senskoje) am 22. November 1829 in Moskau. Sie war eine Tochter des königlich-sächsischen Finanz- und Rentbeamten Friedrich August André und dessen Ehefrau Johanna Amalia, geb. Senfft von Pilsach.
Karl und Agnes hatten zusammen acht majorenne Kinder (Kinder, die das Erwachsenenalter erreichten) und wurden zu Stammeltern einer weitverzweigten Sippe. In den einzelnen Familien erhielten sich in der Regel die deutsche Sprache und die Zugehörigkeit zur evangelisch-lutherischen Kirche; doch schon zwei von Karl Schlippes Töchtern vollzogen bei ihrer Heirat den Wechsel zur russisch-orthodoxen Kirche und es mehrten sich verwandtschaftliche Beziehungen zu ethnisch russischen Familien (mit Namen wie Gončarov, Novosilcov, Skadowsky, Nabokov u. a.).
Während des russischen Bürgerkrieges 1918–1921 gingen die meisten Mitglieder der Sippe außer Landes – teils ins Baltikum, teils nach Deutschland. Durch die nachfolgenden politischen und kriegerischen Erschütterungen des 20. Jahrhunderts wurden sie bzw. ihre Nachkommen in alle Welt zerstreut.
Die Kinder von Karl und Agnes von Schlippe:
1. Klementine Marianne (Moskau 1831 – Riga 1910). ⚭1854 Odessa: Emil von Bergmann, Herr auf Jefimovo. Kinder: 1 Sohn, 1 Tochter.
2. Woldemar (Waldemar, Wladimir, Vladimir) Rudolf August (Moskau 1834 – Dresden 1923). – Auf Taširovo, Ujesd Wereja, Gouvernement Moskau. Wirklicher Geheimer Rat. Ab 1881 Gouverneur in Jekaterinoslaw (dem heutigen Dnepropetrovsk, Ukraine), ab 1886 – in Tula.  1905–1917 Mitglied des Russischen Reichsrats. ⚭1870 Witkowitz (tschechisch: Vitkovice): Olga Andrée (Witkowitz 1853 – Dresden 1927). Denkmalgeschützte Grabstätte im Urnenhain, Dresden-Tolkewitz. Kinder: 3 Söhne, 2 Töchter.
3. Helene (Elena) Sidonie (Moskau 1837 – ebenda 1912). ⚭1858 Moskau (nach russisch-orthodoxem Ritus): Aleksandr Nikolajevič Gal'aškin (1822–1881). Kinder: 4 Söhne, 4 Töchter.
4. Alexander Wilhelm Johannes (Moskau 1842 – ebenda 1909). – Auf Vyšegorod, Ujesd Wereja, Gouvernement Moskau. Wirklicher Staatsrat. Mehrfach wiedergewählter Adelsmarschall in Wereja. Mitglied des Russischen Reichsrats. Erhaltene Grabstätte Vvedenskij-Friedhof Moskau. ⚭1867 Askania Nova: Elisabeth Falz-Fein (Prišib 1849 – St.-Petersburg 1910, beigesetzt in Moskau). Kinder: 1 Sohn, 4 Töchter.
5. Viktor Eduard (Plesenskoje 1843 – ebenda 1911). – Auf Plesenskoje. Chemiker. Leitete nach seinem Vater die Chemiefabrik Schlippe (ab 1873 Kommanditgesellschaft). ⚭ 1874 Gänsefurth: Gertrud von Trotha (Gänsefurth 1846 – Dresden 1923). Kinder: 1 Sohn, 4 Töchter.
6. Olga (Moskau 1846 – Polotn'anyj zavod, Gouv. Kaluga, 1901). ⚭1872 ebenda.: Dmitrij Dmitrijevič Gončarov. Anstelle ihres lange gelähmten Ehemannes führte Olga die Oberaufsicht sowohl über die Gutswirtschaft, als auch über die Gončarov'sche Papierfabrik. Kinder: 3 Söhne, 3 Töchter.
7. Adele (Adelaide) Albertine (Plesenskoje 1849 – Riga 1937). ⚭1870 Ple'senskoje: Arthur Kyber, Herr auf Paltemal (Livland), 1873 Mitbegründer der Chemiefabrik Schlippe KG (Tovaričščestvo chimičeskogo zavoda Šlippe). Kinder: 1 Sohn, 1 Tochter.
8. Gustav (Ple'senskoje 1851 – Riga 1929). – Auf Nemerzki, Ujesd Suchiniči, Gouv. Kaluga. Wirkl. Staatsrat. Adelsmarschall Suchiniči. Nach ihm benannt eine nahegelegene Bahnstation und der Ort Schlippowo (Šlippovo). ⚭1877 Moskau: Rosalie Falz-Fein (Elisabethfeld, Ukraine 1855 – Riga, Lettland 1927). Kinder: 5 Söhne, 2 Töchter.

## Veröffentlichungen (Auswahl)
- Karl Schlippe: Versuche über das Schwefelspiessglanznatron und den Goldschwefel. In: Schweiggers Journal für Chemie und Physik. Band XXXIII, 1821, S. 320–323. [8]
- Karl Schlippe: Über die Steinkohle- und Schwefelkieslager im Gouvernement Kaluga. Universitätsdruckerei, Moskau 1841 (Russ. Titel in wissenschaftl. Umschrift: K. Šlippe. O priiskach kamennago ugl’a i sernago kolčedana v Kalužskoj gubernii. Moskva, v Universitetskoj tipografii, 1841).

Beiträge in „Landwirtschaftliches Journal der IMOSCH“:
- Über die Steinkohlen- und Schwefelerzlager im Landkreis Medynsk (Gouv. Kaluga). 1841. (Orig. Russ.: „O priiskach kamennago ugl’a i sernago kolčedana v Medynskom ujezd’e Kalužskoj gubernii“.) Dieser Bericht erschien noch im selben Jahr, sprachlich geglättet und mit geringfügig abweichendem Titel, als Sonderdruck in der Moskauer Universitätsdruckerei: Siehe oben

Die übrigen im Journal der IMOSCH publizierten Arbeiten Schlippes waren zumeist auf partikulare Bedürfnisse im landwirtschaftlichen oder häuslichen Bereich ausgerichtet. Beispiele:
- Über die Gewinnung von Stärke aus Kartoffelmehl. 1839.
- Über die Herstellung schwefliger Säure, zu deren Verwendung bei der Rübenzuckerfabrikation. 1839.
- Die chemische Zusammensetzung der Kartoffel, sowie der Nachweis, dass sich Kartoffelmehl am leichtesten aus der gefrorenen Knolle gewinnen lässt. 1844.
- Über Gerbsäure enthaltende Stoffe und deren unterschiedliche Tauglichkeit beim Gerben. 1845.

Beiträge im „Bulletin de la Société Impériale des Naturlistes en Russie à Moscou“:
- Blaues neutrales essigsaures Kupfer. Bd. VIII, 1835, S. 148–150.[8]
- Über die Bereitung einiger Schwefelsalze und ihre elementaren Bestandteile. Bd. IX,  1836, S. 423–28.[8]
- Über eine neue Säure im Holzessig. 1837, S. 23–26.[8]
- Über die Dolomitlager des Moskauer Gouvernements und ihre Benutzung in technischen Beziehungen. 1838, S. 189–196.[8]
- Über Kermet und dessen Wert als Gerbmaterial. 1838.
- Beitrag zur Kenntnis des zinnsauren Natrons. Bd. XXI, 1851, S. 644–647.[8]
- Untersuchungen einiger Bodenarten des südlichen Russlands. 1853.[10]